# دينيس دتون
دينيس دتون (بالإنجليزية: Denis Dutton)‏ هو أستاذ جامعي وفيلسوف أمريكي، ولد في 9 فبراير 1944 في لوس أنجلوس في الولايات المتحدة، وتوفي في 28 ديسمبر 2010 في كرايستشرش في نيوزيلندا بسبب سرطان البروستاتا.